# AVN Awards
AVN Awards — кінонагороди американського журналу AVN (Adult Video News), що вручаються за досягнення в створенні порнофільмів.

## «Порно-Оскар»
Журнал AVN вперше організував церемонію AVN Awards в лютому 1984 року. Тепер захід проходить на початку січня, в Лас-Вегасі, в рамках щорічної виставки AVN Adult Entertainment Expo, також здійснюваної AVN.
Щоб стати номінантом AVN Awards, реліз фільму має відбутися в період між 1 жовтня — за два роки до церемонії — до 30 вересня року, що передує церемонії, а також він повинен продаватися як мінімум в 10 точках оптової або 100 точках роздрібного продажу до 30 вересня попереднього церемонії року.
Всього існує близько сотні номінацій, частина з яких є суто специфічною для жанру порно, а інша частина, точно та ж, що й інших кінонагород, — «найкраща операторська робота», «найкраща звукорежисерською робота» тощо. Премію AVN Awards неофіційно називають «Оскаром» для порнофільмів.
Нагороди гей-порнофільмів були частиною AVN Awards з 1986 по 1998 рік. Але постійне збільшення кількості номінацій в цьому жанрі призвело до створення в 1999 році GayVN Awards, окремої щорічної церемонії кінонагород в області створення гей-порнофільмів.

## Номінації

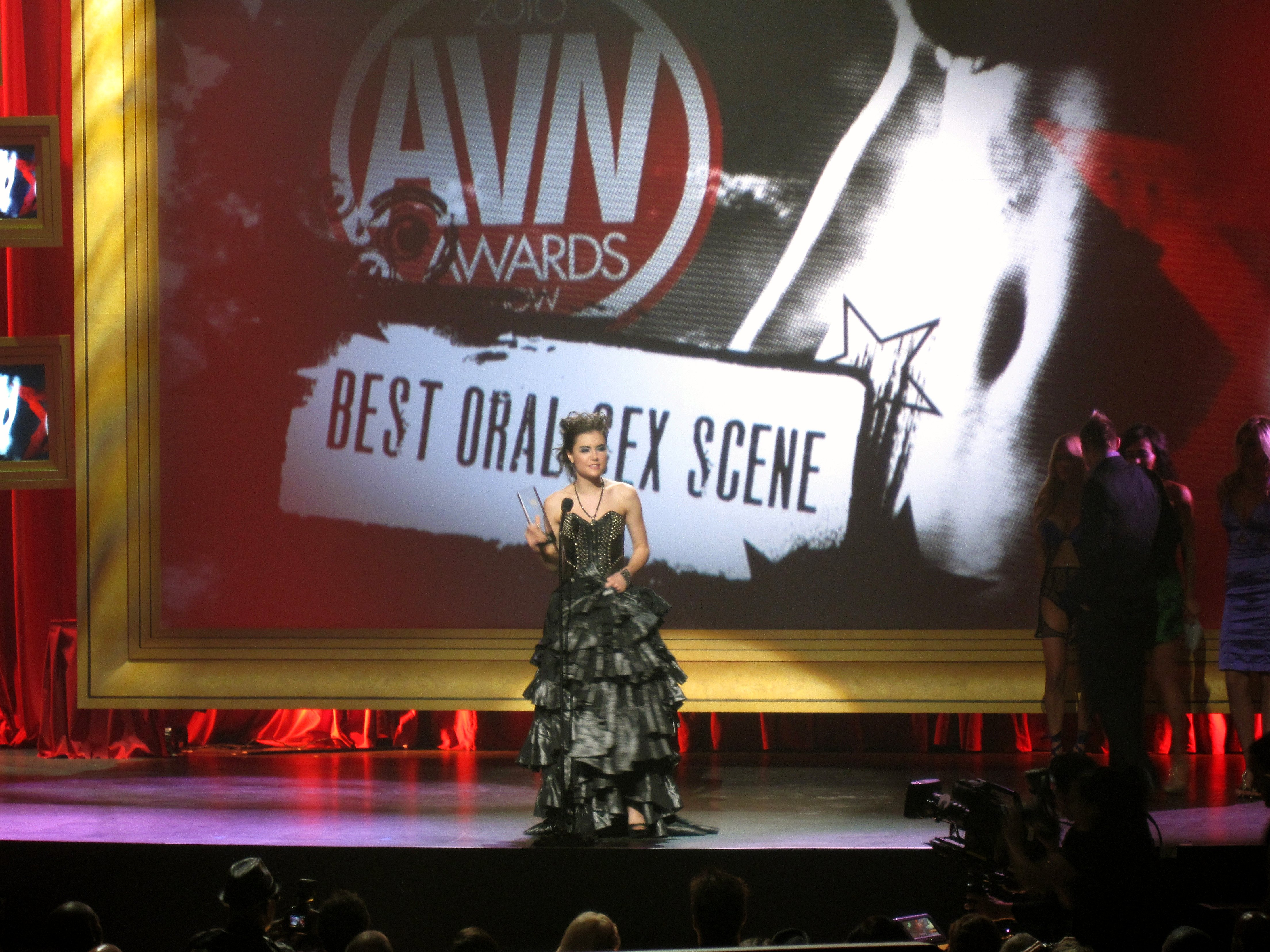
Нагородження учасниці за однією з порно-номінацій

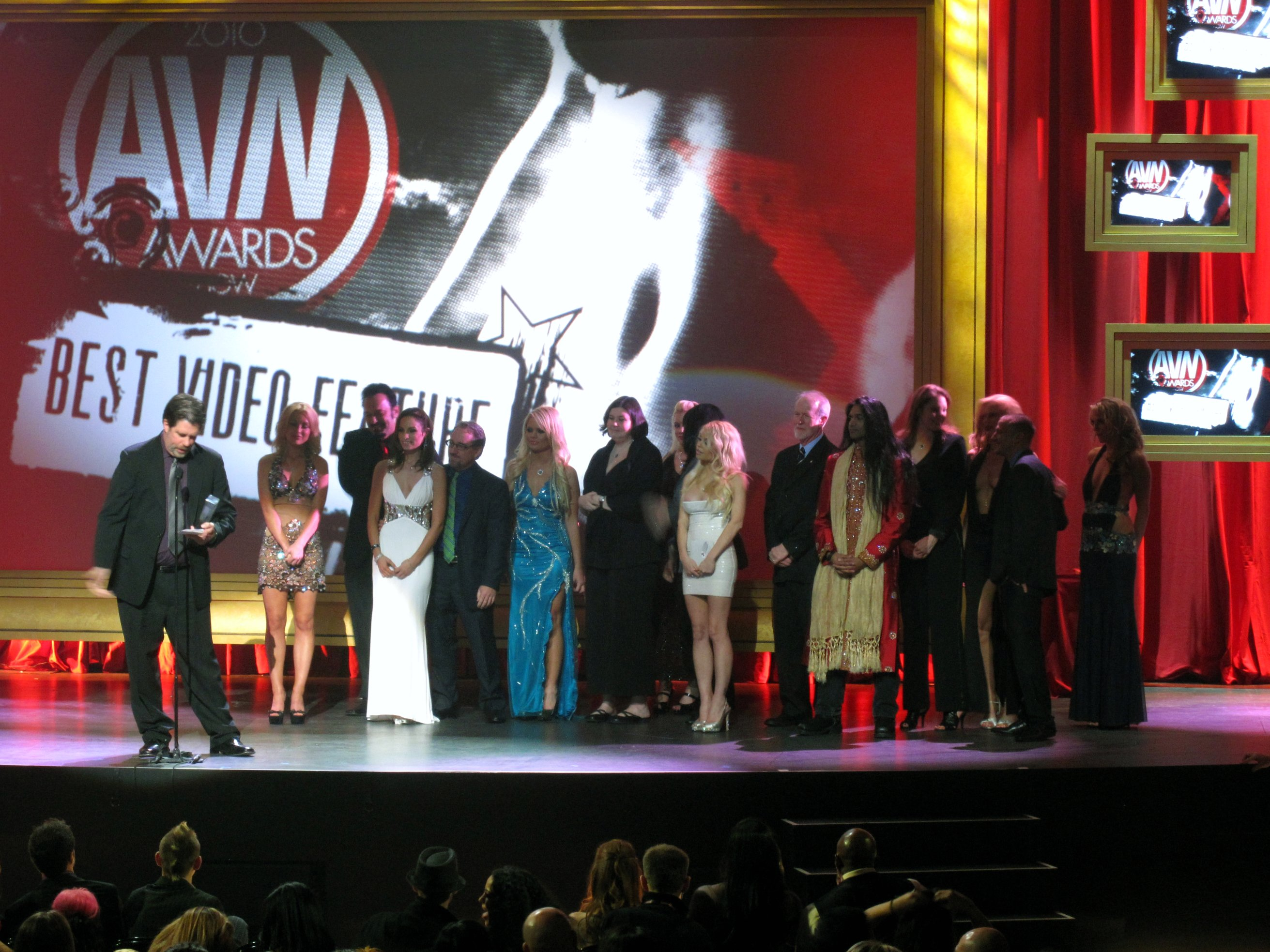
Нагородження по типічної кінономінації «Найкращі відео-ефекти»

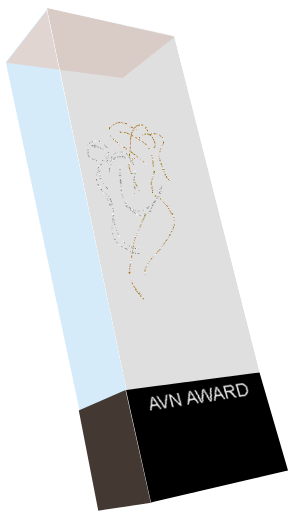
Премія AVN

### Основні
- Best Film (Найкращий фільм)
- Best Gonzo Series (Найкращий «божевільний» серіал)
- Best Sex Comedy (Найкраща порно-комедія)
- Best Vignette Release (Найкращий короткометражний фільм)
- Best Vignette Series (Найкращий короткометражний серіал)
- Best All-Sex Release (Найкращий фільм, що складається тільки з порносцен)
- Best Continuing Video Series (Найкращий серіал)
- Best High-Definition Production (Найкращий фільм у високій якості)
- Best Interactive DVD (Найкращий інтерактивний DVD)
- Best Classic DVD (Найкращий класичний DVD)
- Best Foreign Feature (Найкращий іноземний фільм)
- Best Foreign All-Sex Release (Найкращий іноземний фільм, що складається тільки з порносцен)
- Best Foreign All-Sex Series (Найкращий іноземний серіал, що складається тільки з порносцен)
- Best Anal-Themed Feature (Найкращий фільм категорії «Анальне порно»)
- Best Anal-Themed Series (Найкращий серіал категорії «Анальне порно»)
- Best All-Girl Feature (Найкращий лесбійський фільм)
- Best All-Girl Series (Найкращий лесбійський серіал)
- Best Ethnic-Themed Release — Asian (Найкраще етнопорно — Азіати)
- Best Ethnic-Themed Release — Black (Найкраще етнопорно — Афроамериканці)
- Best Ethnic-Themed Release — Latin (Найкраще етнопорно — Латиноамериканці)
- Best Interracial Release (Найкраще міжрасове порно)
- Best Ethnic-Themed Series (Найкраще етнопорно)
- Best P.O.V. Release
- Best Oral-Themed Feature (Найкращий фільм категорії «Оральне порно»)
- Best Oral-Themed Series (Найкращий серіал категорії «Оральне порно»)
- Best Amateur Release (Найкращий аматорський фільм)
- Best Amateur Series (Найкращий аматорський серіал)
- Best Pro-Am Release (Найкращий напівпрофесійний фільм)
- Best Pro-Am Series (Найкращий напівпрофесійний серіал)
- Best Alternative Release (Найкращий альтернативний фільм)
- Best Bi-Sexual Video (Найкраще бісексуальне порно)
- Best Gay Video (Найкраще гей-порно)
- Best Gay Alternative Video (Найкраще альтернативне гей-порно)
- Best Gay Solo Video (Найкраще одиночне гей-порно)

### Виконавські номінації
- Best New Starlet (Найкраща нова зірка)
- Best Male Newcomer (Найкращий дебют)
- Female Performer of the Year (Акторка року)
- Male Performer of the Year (Актор року)
- Female Foreign Performer of the Year (Зарубіжна актриса року)
- Male Foreign Performer of the Year (Зарубіжний актор року)
- Transsexual Performer of the Year (транссексуальний актор року)
- Performer of the Year-Gay Video (Актор року — Гей-порно)
- Newcomer of the Year-Gay Video (Дебют року — Гей-порно)
- Best Actress-Film (Найкраща акторка — фільм)
- Best Actress-Video (Найкраща акторка — відео)
- Best Actor-Film (Найкращий актор — фільм)
- Best Actor-Video (Найкращий актор — відео)
- Best Supporting Actress-Film (Найкраща акторка другого плану — фільм)
- Best Supporting Actress-Video (Найкраща акторка другого плану — відео)
- Best Supporting Actor-Film (Найкращий актор другого плану — фільм)
- Best Supporting Actor-Video (Найкращий актор другого плану — відео)
- Best Non-Sex Performance (Найкращий НЕпорно-актор)
- Best Tease Performance (Найкраща сцена стриптизу)
- Best Actor-Gay Video (Найкращий актор — Гей-порно)
- Best Supporting Actor-Gay Video (Найкращий актор другого плану — Гей-порно)
- Best Non-Sex Performance-Bi-Sexual/Gay Video (Найкращий НЕпорно-актор — бісексуальне/гей-порно)

### Режисерські номінації
- Best Director — Film (Найкращий режисер — фільм)
- Best Director-Video (Найкращий режисер — відео)
- Best Director-Non-Feature (Найкращий режисер — короткометражний фільм)
- Best Director-Foreign Release (Найкращий режисер — іноземний фільм)
- Best Director-Gay Video (Найкращий режисер — гей-порно)
- Best Director-Bi-Sexual Video (Найкращий режисер — бісексуальне порно)

### Номінації окремих сцен
- Best All-Girl Sex Scene-Film (Найкраще лесбійське порно — фільм)
- Best All-Girl Sex Scene-Video (Найкраще лесбійське порно — відео)
- Best Anal Sex Scene (Найкраща анальна сцена)
- Best Oral Sex Scene-Film (Найкраща оральна сцена — фільм)
- Best Oral Sex Scene-Video (Найкраща оральна сцена — відео)
- Best Couples Sex Scene-Film (Найкраще парне порно — фільм)
- Best Couples Sex Scene-Video (Найкраще парне порно — відео)
- Best Group Sex Scene-Film (Найкраща групова сцена — фільм)
- Best Group Sex Scene-Video (Найкраща групова сцена — відео)
- Best Threeway Sex Scene-Video (Найкраща сцена тріолізму)
- Best Sex Scene in a Foreign-Shot Production (Найкраща сцена з зарубіжними акторами)
- Best Solo Sex Scene (Найкраща сцена мастурбації)
- Most Outrageous Sex Scene (сама «жорстка» сцена)
- Best Sex Scene-Gay Video (Найкраща сцена — Гей-порно)

### Професійні номінації
- Best Screenplay-Film (Найкращий сценарій — фільм)
- Best Screenplay-Video (Найкращий сценарій — відео)
- Best Art Direction-Film (Найкраща художня постановка — фільм)
- Best Art Direction-Video (Найкраща художня постановка — відео)
- Best Cinematography (Найкраща зйомка)
- Best Videography (Найкраща відеографія)
- Best Editing-Film (Найкраще редагування — фільм)
- Best Editing-Video (Найкраще редагування — відео)
- Best Special Effects (Найкращі спецефекти)
- Best Music (Найкраща музика)
- Best DVD Extras (Найкраще доповнення до DVD)
- Best DVD Menus (Найкраще меню DVD)
- Best Screenplay-Gay Video (Найкращий сценарій — Гей-порно)
- Best Videography-Gay Video (Найкраща відеографія — Гей-порно)
- Best Editing-Gay Video (Найкраще редагування — Гей-порно)
- Best Music Score-Gay Video (Найкраща музика — Гей-порно)

### Спеціальні номінації
- Best Specialty Release-Big Bust (Найкращі груди)
- Best Specialty Release-BDSM (Найкраще БДСМ-відео)
- Best Specialty Release-Spanking (Найкраще «шльопання»)
- Best Specialty Release-Foot Fetish (Найкраще фетиш-порно)
- Best Specialty Release-Other Genre (Найкращий фільм — інші жанри)
- Best Transsexual Release (Найкраще транссексуальне порно)
- Best Gay Specialty Release (Спеціальна Гей-номінація)

### Особливі нагороди
- Best Renting Title of the Year (Лідер року з прокату)
- Best Selling Title of the Year (Лідер продажів)
- Hall of Fame (Зал слави)
- Reuben Sturman Award (Нагорода Рубена Стермана)